# Venanzio Zolla
Venanzio Zolla (Colchester, 18 marzo 1880 – Torino, 10 agosto 1961) è stato un pittore italiano.

## Famiglia
Sposò la musicista britannica Blanche Smith (1885-1951), figlia di Albert Smith e Kate Larkin, originaria del Kent, fu padre del comparatista, scrittore e studioso Elémire Zolla (Torino 1926 - Montepulciano 2002).

## Opere

### Carboncino
- Piazza del Popolo, Roma, 1957
- Strada del Fortino, Torino, 1951
- Tre studi, 1958

### Olio su carta
- Canzone triste, 1919
- Ritratto muliebre, 1928
- Strada deserta, Londra, 1935
- Figure nel paese, 1935
- Controluce, 1950
- Passeggiata a Venezia, 1952
- Il Canal Grande, Venezia, anni '50
- Venezia, anni '50
- Testina, 1925